# Gáncs
Gáncs  (románul: Dumbrăveni, azelőtt Canciu) falu Beszterce-Naszód megyében, Erdélyben, Romániában.

## Fekvése
Déstől 20 km-re északkeletre fekszik.

## Népessége
- 1850-ben 668 lakosából 595 román, 38 cigány, 8 zsidó, 7 magyar és 3 német nemzetiségű volt; 557 görögkatolikus, 15 római katolikus, 12 református és 8 zsidó vallású.
- 1900-ban 998 lakosából 911 román, 41 német, 36 cigány, 6 szlovák és 4 magyar anyanyelvű volt; 886 görögkatolikus, 56 ortodox, 8 római katolikus, 8 református és 40 zsidó vallású.
- 2002-ben 765 román lakosa volt; 672 ortodox és 93 baptista vallású.